# Баталін Олександр Сергійович
Бата́лін Олекса́ндр Сергі́йович (нар. 29 липня 1946 року, Єманжелинськ, Челябінська область, СРСР) — російський політичний і громадський діяч. Член Громадської палати Республіки Крим з 12 червня 2014 року. Член партії «Єдина Росія».
Голова правління акціонерного товариства «Завод Фіолент». Голова Кримського республіканського відділення Українського союзу промисловців і підприємців. Герой України (2012).
Звинувачується в скоєнні кримінального злочину, передбаченого ч.1 ст.111 Кримінального кодексу України (державна зрада).

## Життєпис
Має вищу освіту, в 1969 році закінчив Севастопольський приладобудівний інститут за спеціальністю «Прилади точної механіки». Інженер-механік.
З 1969 працював на сімферопольському заводі «Фіолент» майстром, заступником начальника цеху, начальником цеху, заступником головного інженера, головним інженером.
З 1985 — директор заводу «Фіолент», у 1996 році, у зв'язку з реорганізацією виробництва і створенням відкритого акціонерного товариства «Завод „Фіолент“», обраний його головою Правління.
З червня 1997 року до квітня 1998 року працював заступником голови Ради міністрів Автономної Республіки Крим.
Депутат Верховної Ради Автономної Республіки Крим скликання 2002–2006 років. Із 2010 року — депутат Верховної Ради Автономної Республіки Крим шостого скликання, обраний в одномандатному мажоритарному виборчому окрузі № 17 від Кримської республіканської організації Партії регіонів, член депутатської фракції «Регіони Криму». Член Постійної комісія ВР АРК з питань бюджетної, економічної та інвестиційної політики.
Кандидат технічних наук, член президії Кримського наукового центру. Член Партії регіонів до 2014 року.
2014 року вступив в партію «Єдина Росія». З початком роботи в Громадській Палаті Республіки Крим призупинив членство в партії.
Є головою Об'єднання роботодавців Республіки Крим, головою Кримського регіонального відділення Російського союзу промисловців і підприємців, членом Громадської палати Республіки Крим, членом Регіонального штабу Загальноросійського народного фронту в Республіці Крим.

## Державні нагороди
- Орден «За вірність обов'язку» (2016, Крим). (Позбавлений)
- Медаль «За захист Криму» (2014, Крим). (Позбавлений)
- Звання Герой України з врученням ордена Держави (24 серпня 2012 року, Київ) — за визначний особистий внесок у зміцнення промислового потенціалу України, виробництво конкурентоспроможної продукції, впровадження високоефективних форм господарювання, багаторічну сумлінну працю[4] (Позбавлений)
- Орден князя Ярослава Мудрого V  (30 січня 2007 року) — за значний внесок у соціально-економічний, культурний розвиток Автономної Республіки Крим, вагомі трудові досягнення та з нагоди Дня Автономної Республіки Крим[5] (Позбавлений)
- Орден «За заслуги» I ст. (29 серпня 2003 року) — за багаторічну сумлінну працю, значний особистий внесок у розвиток вітчизняного промислового виробництва[6] (Позбавлений)
- Орден «За заслуги» II  (13 вересня 1999 року) — за вагомі досягнення в професійній діяльності, багаторічну сумлінну працю[7]
- Почесна відзнака Президента України (18 вересня 1996 року, Киев) — за значний особистий внесок у розвиток промисловості України, випуск конкурентоспроможної продукції[8] (Позбавлений)
- Орден Трудового Червоного Прапора (1984)
- Орден «Знак Пошани» (1977)
- Почесне звання «Заслужений машинобудівник Української РСР» (1988)

22 листопада 2024 року позбавлений державних нагород України та інших форм відзначення згідно Указу Президента. 